# Chen Wei-ling
Pour les articles homonymes, voir Chen, Wei et Ling.
Chen Wei-ling (chinois : 陳葦綾 ; pinyin : Chén Wěilíng) est une haltérophile taïwanaise née le 4 janvier 1982 à Tainan. Elle pratique aussi la force athlétique.